# Мухаммад Джуки-мирза (сын Абд аль-Латифа)
Мухаммад Джуки-мирза  (? — 1464, Герат, Империя Тимуридов) — царевич из рода Тимуридов, внук Улугбека и правнук Шахруха.

## Биография
Четвёртый из пяти сыновей царевича Абд аль-Латифа, третьего сына Улугбека и его единственной жены Шах Султан Аги. В 1457 году Мухаммад-Джуки и его старший брат Ахмад-мирза восстали против Абу-Сеида, захватившего власть. Братья были разбиты, войско Абу-Сеида захватило Балх, где укрывались братья.
Мухаммад-Джуки бежал к хану узбеков Абулхайр-хану, женатому на его тёте Рабии Султан-бегим и просил его помочь в войне с Абу-Сеидом. Вернувшийся в 1461 году с узбекским войском Мухаммад-Джуки захватил ряд городов (Ясы, Ташкент, Сайрам и др.) и на сторону Мухаммеда перешли многие эмиры Абу-Сеида и он овладел почти всем Мавераннахром, за исключением Самарканда, Бухары и некоторых других городов.
Мухаммад-Джуки укрылся в Шахрухии, узбекское войско его покинуло, а Шахрухию осадил Абу-Сеид, но из-за междоусобиц в Хорасане, осада была снята. Весной 1462 года Абу-Сеид вновь приступил к осаде Шахрухии, которая длилась до 14 октября 1462 года. В крепости закончились запасы продовольствия и Мухаммед Джуки сдался на почётных условиях. Сначала условия соблюдались, но по прибытии в Герат, его заточили в тюрьму, где он и умер в 1464 году.